# Carme Barnadas i Gorina
Carme Barnadas i Gorina o Gurina (Barcelona, 23 de novembre de 1904 – Barcelona, 1 de juny de 1979) va ser una pintora catalana activa a Barcelona a la dècada del 1930.
Era filla d'Àngel Barnadas i Rodà natural de Camprodon (1865-1959) i de Maria Gurina Vila natural de Barcelona (1866-1952). Segons algunes ressenyes d’exposicions seves publicades pel diari La Vanguardia a finals dels anys vint i principis dels trenta, sembla que Carme Barnadas hauria nascut a Camprodon, per`va néixer a Barcelona al carrer ""Via Diagonal, 182, 2-3 del llavors barri de Gràcia.
El 31 de desembre de 1927 va inaugurar una exposició d’aquarel·les a les Galeries Areñas de Barcelona, al costat d'Assumpció Cid, on va presentar vint gerros i tres paisatges que la crítica va elogiar. Els anys 1928, 1929 i 1930 va mostrar aquarel·les de temàtica floral a les Galeries Laietanes de la mateixa ciutat i va repetir a les Galeries Areñas, i sembla que el 1929 va exposar a Madrid i a Donostia. La primavera de 1931 mostrava de nou les seves composicions florals a la Sala Parés i la del 1932 ho feia a la Sala Busquets.
També va ser una pintora assídua de les exposicions anuals que feia l'Agrupació d’Aquarel·listes de Catalunya a Barcelona, primer a la Sala Parés (1929 i 1930) i després a les Galeries Laietanes (1932, 1935 i 1936).